# Canaiolo
Canaiolo é um tipo de uva destinado a fabricação de vinhos.
Importante uva para misturar na Toscana e na parte central da Itália . Entre outros vinhos , a caniolo é usada como parte da mistura do Chianti.  Uma variedade branca rara, a canaiolo bianco, é usada muitas vezes no preparo do vinho Orvieto .
É o que torna a maciez uva na composição do Chianti, no século XVIII era ainda mais popular a Sangiovese. Hoje ele é usado principalmente nas regiões centrais da Itália, também na montagem, salvo alguns casos esporádicos. 